# Нижньофракійська низовина
Нижньофракі́йська низовина́ — низовина на південному сході Балканського півострова, в європейській частині Туреччини, Болгарії і Греції. Розташована в нижній частині сточища ріки Мариця.

## Гори
- Странджа
- Сакар
- Родопи.

## Міста
- Едірне
- Свиленград

Складена неогеновими озерними відкладеннями, перекритими річковим алювієм.
Опадів 400—500 мм на рік, літня посуха.